# Krížna (Westtatra)
Die Krížna, auch Krížne, ist ein Berg in der slowakischen Westtatra und die zweithöchste Erhebung in deren geomorphologischem Teil Liptovské kopy mit einer Höhe von 2038,7 m n.m. Der Berg befindet sich im südlichen Teil des Bergmassivs von Veľká kopa auf der Hauptachse eines vom polnisch-slowakischen Grenzberg Hladký štít (bereits in der Hohen Tatra gelegen) verlaufenden Seitengrats und liegt zwischen den Bergen Predný Holý vrch nördlich und Všiváky südlich. Nach Westen beziehungsweise Südwesten zweigt ein Seitenkamm ab.
Der Bergname weist auf die Lage am Treffpunkt („Kreuzung“) dreier Gebirgskämme am Berg hin, somit entspricht er dem deutschen Kreuzberg. Geschichtlich wurde der Berg 1735 im Werk Notitia von Matthias Bel als Krizno erwähnt. Auf Polnisch heißt der Berg Krzyżne Liptowskie, auf Ungarisch Krizsnó, deutsch auch Krizne.
Zum Gipfel führt kein offizieller Wanderweg und das Betreten ist wegen der Lage inmitten eines Nationalen Naturreservats verboten.